# 1887 en Nouvelle-Écosse
Chronologie de la Nouvelle-Écosse
- 1883
- 1884
- 1885
- 1886
- 1887
- 1888
- 1889
- 1890
- 1891

Cette page concerne les événements survenus en 1887 dans la province canadienne de Nouvelle-Écosse.

## Politique
- Premier ministre : William S. Fielding
- Chef de l'Opposition :
- Lieutenant-gouverneur : Matthew Henry Richey
- Législature :

## Événements
- 23 novembre : fondation du journal L'Évangéline à Digby.